# ディーター・クライトラー
ディーター・クライトラー（Dieter Kreidler, 1943年 - ）はドイツの作曲家、クラシックギター奏者、指揮者。

## 経歴
エーベレーベン出身。デュッセルドルフで育ち、はじめは工学を学んだが、1965年に音楽に転向した。すでに合唱団や吹奏楽団で指揮経験があったクライトラーは、ロベルト・シューマン大学デュッセルドルフでギターを専攻し、1970年に音楽教師の資格を取得した。その後フリーランスのギター教師をしていたが、1973年にケルン音楽大学ヴッパータール校の講師となり、1975年には教授に就任した。学科長などを歴任した後、2009年に退職した。
大学の職務のほかに、デュッセルドルフ・マンドリンオーケストラやノルトライン・ヴェストファーレン州立マンドリンオーケストラなどのマンドリンオーケストラの指導にあたり、ドイツマンドリン連盟の顧問を務めた。さらにリューベックのギター教授のアルベルト・アイグナーと25年以上にわたって「デュエット・コンツェルタント」というギターデュオを組んで、ヨーロッパ各地で演奏活動を行った。その他にも各地で音楽祭やコンクールの審査員を務めた。
またギター教則本の執筆も行っている。1994年にはアマチュア音楽への貢献により、ドイツ連邦共和国功労勲章を受章した。

## 作品

### ギター独奏
- パッサカリア
- セレナータ

### ギター二重奏
- デュエット
- 2つのデュエット

### マンドリンオーケストラ
- ルンバ
- タンゴ
- 舞曲とサウダージ
- ラテン・グルーヴ
- ルンバ・フラメンカ
- 日本の地震 - 2011年3月11日の記憶に